# Aliminusa
Aliminusa é uma comuna italiana da região da Sicília, província de Palermo, com cerca de 1.334 habitantes. Estende-se por uma área de 13 km², tendo uma densidade populacional de 103 hab/km². Faz fronteira com Caccamo, Cerda, Montemaggiore Belsito, Sciara, Sclafani Bagni.

## Demografia
| Variação demográfica do município entre 1861 e 2011                               |
|                                                                                   |
| Fonte: Istituto Nazionale di Statistica (ISTAT) - Elaboração gráfica da Wikipedia |